# Werner Deinert
Werner Deinert (* 23. September 1931 in Berlin; † 9. März 2010 ebenda) war ein deutscher Musiker (Trompete, Posaune, Saxophon, Klavier) und Orchesterleiter, der sowohl im Bereich des Jazz als auch der Unterhaltungsmusik hervorgetreten ist.
Deinert studierte ab 1943 an der Hochschule für Musik Berlin. 1948 gründete er ein Oktett, mit dem er in den Berliner Tanzpalästen, aber auch in US-Clubs auftrat und Schallplatten für Metrophon einspielte, darunter auch eigene Titel wie Mohrchens Boogie. 1960 löste er sein Orchester auf und war dann als Solist mit dem Berliner Polizeiorchester tätig.
Im Jahr 1985 gründete Deinert die Police-Singers, ein Frauenchor der Berliner Polizei.
Werner Deinert war der Onkel des Musikers Pivo Deinert.

## Diskographie (Auswahl)
- Polizeiorchester Berlin Swinging Melodies
- Die großen Tanz-Orchester 1930-1950 – Joe Wick / Werner Deinert. (CD; Aufnahmen 1951–1953, Zusammenstellung Horst H. Lange; 2003).